# ریکاردو ایریبرن
ریکاردو ایریبرن (انگلیسی: Ricardo Iribarren؛ زادهٔ ۲ نوامبر ۱۹۶۷) بازیکن فوتبال اهل آرژانتین است.
از باشگاه‌هایی که در آن بازی کرده‌است می‌توان به باشگاه فوتبال استودیانتس، اف‌سی دالاس، باشگاه فوتبال ال‌دی‌یو کیتو، و کلمبوس کرو اشاره کرد.